# Giovanni Mosciatti
Giovanni Mosciatti (Matelica, 23 gennaio 1958) è un vescovo cattolico italiano, dal 31 maggio 2019 vescovo di Imola.

## Biografia
Nasce a Matelica, allora sede vescovile in provincia di Macerata, il 23 gennaio 1958.

### Formazione e ministero sacerdotale
Conclusi gli studi primari, consegue la maturità classica a Fabriano nel 1977. Dopo alcuni anni di studio nella facoltà di agraria dell'Università degli Studi di Perugia, si avvicina al cammino vocazionale grazie all'incontro con don Luigi Giussani. Compie infatti gli studi teologici presso la Pontificia Università Gregoriana conseguendo il baccalaureato nel 1981, anno in cui entra nell'Almo collegio Capranica per gli studi di filosofia.
Il 6 dicembre 1986 è ordinato presbitero, nella concattedrale di Santa Maria Assunta a Matelica, dal vescovo Luigi Scuppa per la diocesi di Fabriano-Matelica. Dopo l'ordinazione svolge il ruolo di vicario parrocchiale presso la parrocchia della Misericordia a Fabriano.
Dal 1988 al 1997 è parroco presso le parrocchie di Melano, Cupo e Bastia, fino alla nomina a parroco della parrocchia di San Nicolò a Fabriano, incarico svolto dal 1997 al 2003. Successivamente dirige l'ufficio diocesano di pastorale giovanile e vocazionale. Nel 2007 viene nominato anche rettore del seminario diocesano. In seguito riceve la nomina di vicedirettore dell'ufficio scuola e nel 2012 viene chiamato a lasciare i precedenti incarichi per diventare parroco della parrocchia di San Facondino a Sassoferrato.
Al momento della nomina episcopale è anche canonico della cattedrale di Fabriano, membro del Consiglio presbiterale e della Commissione diocesana per il diaconato permanente, assistente spirituale della Fraternità di Comunione e Liberazione per le Marche e l'Umbria e insegnante di religione presso il liceo scientifico di Fabriano.

### Ministero episcopale
Il 31 maggio 2019 papa Francesco lo nomina vescovo di Imola, succedendo al dimissionario Tommaso Ghirelli; riceve la consacrazione episcopale il 13 luglio dello stesso anno, nella cattedrale di Imola, per l'imposizione delle mani di Matteo Maria Zuppi, arcivescovo metropolita di Bologna co-consacranti Tommaso Ghirelli, suo predecessore, e Stefano Russo, vescovo emerito e amministratore apostolico di Fabriano-Matelica. Durante la stessa celebrazione prende possesso della diocesi. Al termine della funzione religiosa partecipa a una festa in suo onore suonando la tromba; ciò gli fa ottenere l'appellativo di "vescovo rock". Il giorno successivo, il 14 luglio, visita l'autodromo Enzo e Dino Ferrari di Imola salendo e facendo un giro a bordo di una Ferrari.
In occasione del Capodanno 2020 partecipa a Imola alla marcia della pace, organizzata dalla consulta diocesana delle aggregazioni laicali, insieme al pastore della Chiesa evangelica rumena, al parroco della parrocchia ortodossa della città e l'imam della moschea islamica cittadina.
Presso la Conferenza episcopale dell'Emilia-Romagna è delegato per le comunicazioni sociali e delegato per il tempo libero, il turismo e lo sport, dal 2019. Il 13 gennaio 2020 è eletto segretario della conferenza stessa, succedendo anche in questo caso a mons. Ghirelli.

## Genealogia episcopale
La genealogia episcopale è:
- Cardinale Scipione Rebiba
- Cardinale Giulio Antonio Santori
- Cardinale Girolamo Bernerio, O.P.
- Arcivescovo Galeazzo Sanvitale
- Cardinale Ludovico Ludovisi
- Cardinale Luigi Caetani
- Cardinale Ulderico Carpegna
- Cardinale Paluzzo Paluzzi Altieri degli Albertoni
- Papa Benedetto XIII
- Papa Benedetto XIV
- Cardinale Enrico Enriquez
- Arcivescovo Manuel Quintano Bonifaz
- Cardinale Buenaventura Córdoba Espinosa de la Cerda
- Cardinale Giuseppe Maria Doria Pamphilj
- Papa Pio VIII
- Papa Pio IX
- Cardinale Alessandro Franchi
- Cardinale Giovanni Simeoni
- Cardinale Vincenzo Vannutelli
- Cardinale Giovanni Battista Nasalli Rocca di Corneliano
- Cardinale Marcello Mimmi
- Arcivescovo Giacomo Palombella
- Cardinale Michele Giordano
- Cardinale Agostino Vallini
- Cardinale Matteo Maria Zuppi
- Vescovo Giovanni Mosciatti

## Araldica
| Stemma | Blasonatura |
| ------ | --- |
|        | Partito semitroncato: il 1º (partito) di azzurro caricato di un braccio reliquiario di oro, gemmato alla base, con la mano di argento, posto in palo, il tutto caricato da una stella (8) di oro posta nel cantone destro del capo, il 2º (semitroncato) di argento e di rosso: il primo caricato da un corvo di nero volante (ad ali spiegate) posto in banda tenente nel becco un pane al naturale e poggiante con le zampe su di una rosa di rosso e argento bottonata di oro; il secondo di rosso alla tromba di oro posta in barra. Il motto, inserito in una divisa d'argento, in caratteri latini maiuscoli: CORRIGAMUS NOS AD LAUDEM CHRISTI. |